# FRR

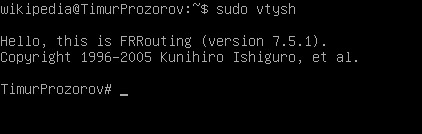
Вход в FRR

FRR (Free Range Routing) — свободное ПО, разработанное как форк Quagga для целей реализации сетевой маршрутизации на Unix-подобных системах. Данный пакет присутствует в большинстве репозиториев linux-овых систем, например таких как: Debian, Ubuntu, Arch(AUR), CentOS. Так же имеется своя страница на github.

## Поддерживаемые Протоколы и службы
| протоколов                                             | служб            |
| ------------------------------------------------------ | ---------------- |
| - Border Gateway Protocol (BGP)                        | - zebra - bgpd   |
| - Intermediate System to Intermediate System (IS-IS)   | - isisd          |
| - Open Shortest Path First (OSPF)                      | - ospfd - ospf6d |
| - Protocol-Independent Multicast (PIM)                 | - pimd           |
| - Routing Information Protocol (RIP)                   | - ripd           |
| - Routing Information Protocol next generation (RIPng) | - ripngd         |
| - Enhanced Interior Gateway Routing Protocol (EIGRP)   | - eigrpd         |
| - Next Hop Resolution Protocol (NHRP)                  | - nhrpd          |
| - Bidirectional Forwarding Detection (BFD)             | - bfdd           |
| - Policy-based Routing (PBR)                           | - pbrd           |
|                                                        | - staticd        |
| - fabricd                                              |                  |

Изначально в FRR все службы выключены, чтобы тот или иной протокол заработал нужно в конфиге FRR включить соответствующую службу, например: Если мы используем OSPF то нужно включить ospfd, если rip то ripd и т. д.

## Принцип работы с frr
После установки FRR и включения нужных нам служб в конфиге нужно открыть вписать в терминале команду vtysh после чего мы перейдём в настройку самой маршрутизации. Пространство напоминает Cisco IOS, работает и настраивается точно так же. Стоит понимать что хоть это и напоминает Cisco IOS, им оно не является, тут отсутствуют некоторые компоненты, которые есть в Cisco IOS, например: отсутствие возможности создавать aaa model. После настройки следует так же как в Cisco IOS сохранить текущие настройки в память командой copy running-configuration startup-configuration . После настройки можно выйти из FRR командой exit , сам FRR будет работать на фоне.